# Alve Valdemi del Mare
Alve Valdemi del Mare (Cremona, 1885 — Barcelona, 1972) fou un pintor italià establert a Barcelona. Es va formar a Bèrgam i a Milà. Posteriorment marxà a París, on va ser cridat a files durant la Primera Guerra Mundial. Més endavant, el 1926 es va establir a Barcelona, on va col·laborar amb la Sala Gaspar i La Pinacoteca. A nivell artístic, s'especialitzà en les natures mortes i les pintures de flors, tot i que també es conserven paisatges i figures seves.
L'any 1943 va fer una exposició individual a l'Acadèmia de Belles Arts de Sabadell.
A Catalunya conserven obra d'Alve Valdemi el Museu de l'Empordà i el Museu d'Art de Sabadell.